# 库浪那古河
库浪那古河，也作库浪纳古河、库拉那沟，位于中华人民共和国新疆维吾尔自治区喀什地区叶城县西部地区的一条河流，是巴什却普河左岸支流，发源于昆仑山脉塔什库祖克山（塔西土鲁克山）东北坡冰川区，干流大体自东南向西北流，经叶城县西合休乡库兰阿古村和亚尔阿格孜村等地，于半德尔西南汇入巴什却普河。河流全长83千米，流域面积约1401平方千米，年均径流量约2.1亿立方米。库浪那古河左侧为塔什库祖克山，冰川发育，支流密集且水量大；右侧为阿尕孜山，为高山荒漠景观，支流短小而稀疏。库浪那古河干流穿行于两山之间的峡谷，流域呈长条形，宽15～22千米。